# أقسام الاسم
هناك قسمين للإسم؛
- التأنيث وهو ما يصح أن تشير إليه بهذه مثل: مديرة، شركة، ماكينة، دراسة، مؤسسة،
- والتذكير وهو ما يصح أن تسبقه “هذا” مثل: مدير، مهندس، محلل، قسم، حكم، ملاحظ.
- والإفراد والجمع إلى: مفرد ومثنى وجمع، فالمفرد هو ما دل على واحد أو واحدة مثل: مديرة، مديرة، تقرير، شركة، موظف، قسم، والمثني هو ما دل على اثنين أو اثنتين مثل: مديران، مديرتان، مهندسان، تقريران، شركتان،
- وأما الجمع فهو ما يدل على أكثر من اثنين أو اثنتين مثل: تقارير، رفرف، قطع، مخازن، أقسام، إدارات، هيئات.
- التعريف إلى: معرفة ونكرة، فالنكرة هي اسم لا يدل على معيَّن أي لا يدل على شيء بعينه مثل: تقرير، قسم، إدارة، مدير،
- وأما المعرفة فهو اسم يدل على معين أي شيء بعينه مثل: المدير، الشركة، مدير المدرسة، أحمد، نحن، أنت، الذي، يا متدرب، يا ملاحظ، هذا، هؤلاء.
- آخره إلى: صحيح ومقصور ومنقوص. فالمنقوص هو كل اسم معرب آخره ياء لازمة مكسور ما قبلها مثل: الراعي، مساوي، هندسي، صناعي، والمقصور هو كل اسم معرب آخره ألف لازمة مثل: مستوى، مُشترى، غنى. وأما الصحيح فهو ما ليس مقصورا ولا منقوصا أي هو كل اسم معرب ليس في آخره ألف لازمة أو ياء لازمة قبلها كسر مثل: بلد، شركة، مدير، مؤسسة، قسم، إدارة.
- الإعراب إلى: معرب ومبني،
- فالمبني هو ما يلزم آخره شكلا معينا مثل: أنتَ فتبنى على الفتح وهذا فتبنى على السكون،
- وأما المعرب فهو ما يتغير شكل آخره حسب إعرابه مثل: هذا مديرٌ، قابلت مديرَ الشركة، ذهبت إلى الشركةِ.